# Alosa saposchnikowii
Alosa saposchnikowii är en fiskart som först beskrevs av Grimm, 1887.  Alosa saposchnikowii ingår i släktet Alosa och familjen sillfiskar. Inga underarter finns listade i Catalogue of Life.